# 陳有蘭溪
陳有蘭溪，清代地圖記為丹柳蘭溪，是台灣最長河川濁水溪的重要支流，位於南投縣，發源地為玉山北峰東北坡，該處東側有著名金門峒大斷崖，斷崖南側頂上稜線為玉山北峰往東連接八通關的分水嶺，為與南側高屏溪主流荖濃溪流域分界。陳有蘭溪向北於濁水溪向西切穿地利地峽的出口處以左股匯入，河長42公里，流域面積448平方公里。歷史上流域主要居民為鄒族，現主要居民為布農族。

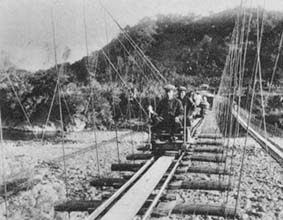
臺灣日治時期臺中州水里坑陳有蘭溪上的吊橋及臺車。

清治時1878年《全台前後山輿圖》標示丹柳蘭溪。
日治時1897年《台灣假製二十万分一圖》下游標示朗凉溪，鹿株大社、南仔腳萬以上標示陳蘭溪；1899年《四十万分一台灣全圖》下游標示郎凉溪，上游標示陳有蘭溪；1898–1904年調製的《台灣堡圖》全段都標示陳有蘭溪（振假名標音為 (Tan-ū-ran)，為台語發音），其後延續至今。

## 地理概要
陳有蘭溪集水區內匯集玉山北坡面、阿里山山脈東坡面與玉山山脈北段主脊郡大山列西坡面之水朝北流，為一斷層線縱谷。流域呈狹長形，主流由南往北流；支流分別由東、西兩側山地平行注入主流。西岸共有20條支流，其中兩大支流為源發玉山主峰西北坡的沙里仙溪在東埔南側匯流，以及源發鹿林山北坡的和社溪在和社東側匯流，其又分別擁有7條及11條次支流。東岸共有23條支流，其中以郡坑溪、十八重溪規模較大。濁水溪主流上游流出山區的出口端，向西切穿地利地峽，在高山峻嶺間形成許多閉塞曲流地形，其間的高位河階有許多原住民部落居住，陳有蘭溪在地峽的出口處，於龍神橋西側數十公尺，以左股匯入濁水溪，濁水溪主流流出地利地峽之後的河段，被劃分為濁水溪中游。
陳有蘭溪共有16座沖積扇，生成約在全新世，海拔逾1000公尺就有兩座，分別位在沙里仙溪的烏乾坑溪沖積扇、和社溪四區溪扇（愛玉橋附近），都是典型的溪谷型態沖積扇，但面積較大者，逾1平方公里有三座，分別是阿里不動溪、筆石溪與郡坑溪等沖積扇。
陳有蘭溪向源侵蝕的狀況很劇烈，河水沙含量高，沙土沉積量亦高。
陳有蘭溪流經南投縣信義鄉與水鄉兩個鄉鎮。目前當地的農產品以葡萄為主，當地的河床較高的部位，都是葡萄架，由於土壤肥沃甜度高；山坡地上也有許多梅林，每年賞梅季節人潮湧入會堵車，信義鄉農會也推出酒莊，以梅子酒系列為主。

## 歷史
陳有蘭溪流域原為鄒族所居，而據鄒族及布農族傳說，在此前陳有蘭溪與東側相隔玉山山脈北段主脊的郡大溪流域均原為矮黑人（姆姆諸）所居，進入此區的鄒族及布農族與其征戰，將其逐出此區，陳有蘭溪、郡大溪流域於是成為鄒族、布農族勢力範圍。鹿楮群鄒人在此建立和社、楠仔腳萬（現漢名又稱久美部落）等大部族。18世紀漢人沿濁水溪、八掌溪、曾文溪等流域進入鄒人領域，發生吳鳳事件，族人感染天花瘟疫等疫病大量死亡勢力衰退，倖存族人更往內山遷徙。
布農族為找尋新獵場及耕墾土地求生存，乃向外遷移擴張領域，經過一段時間，逐漸發展成為六個社群。
約在19世紀初，郡社群布農由郡大溪翻越玉山山脈北段主脊郡大山列進入陳有蘭溪東側，與鄒族交易而控制了沙里仙溪匯流陳有蘭溪東岸的東埔部落。
日治初期有零星的移住，1930年代原居於中央山脈深山、濁水溪上游及各支流流域的布農族同時被集團強制移住到山麓區域，將勢力強大的氏族拆散分別移住到前、後山不同地點，又將不同部族或不同族群及世仇強制混居，到了1940年除了東埔以外已完全清空。其中陳有蘭溪流域有三個主要社群被集團強制移住到此：
- 卓社群（take-todo）：主要分布於南投縣信義鄉望美村久美部落。
- 巒社群（takebanuad）：主要分布於南投縣信義鄉豐丘村、望鄉村、新鄉村。
- 郡社群（isbukun）：主要分布於南投縣信義鄉東埔村、羅娜村、明德村。

而其中，涵蓋陳有蘭溪中游兩側的信義鄉羅娜村，是台灣最大的布農族部落，人口數約1,800，除了少數漢人之外都是布農族人。而原居此流域的鄒族只剩孤立的鹿楮群居住在久美部落。:51,64,96-97,133-137,184-190

## 災害

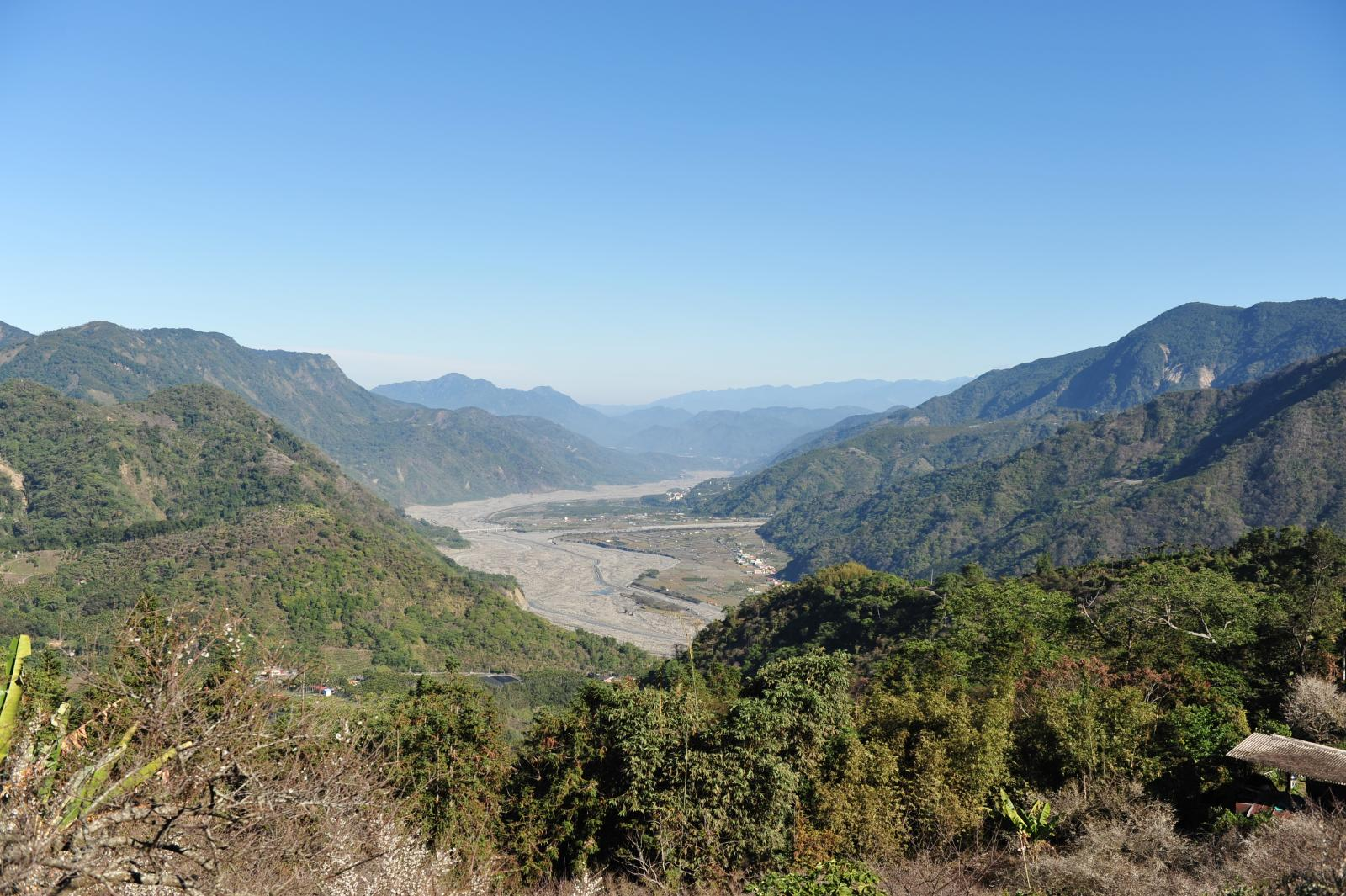
八八水災後的陳有蘭溪。

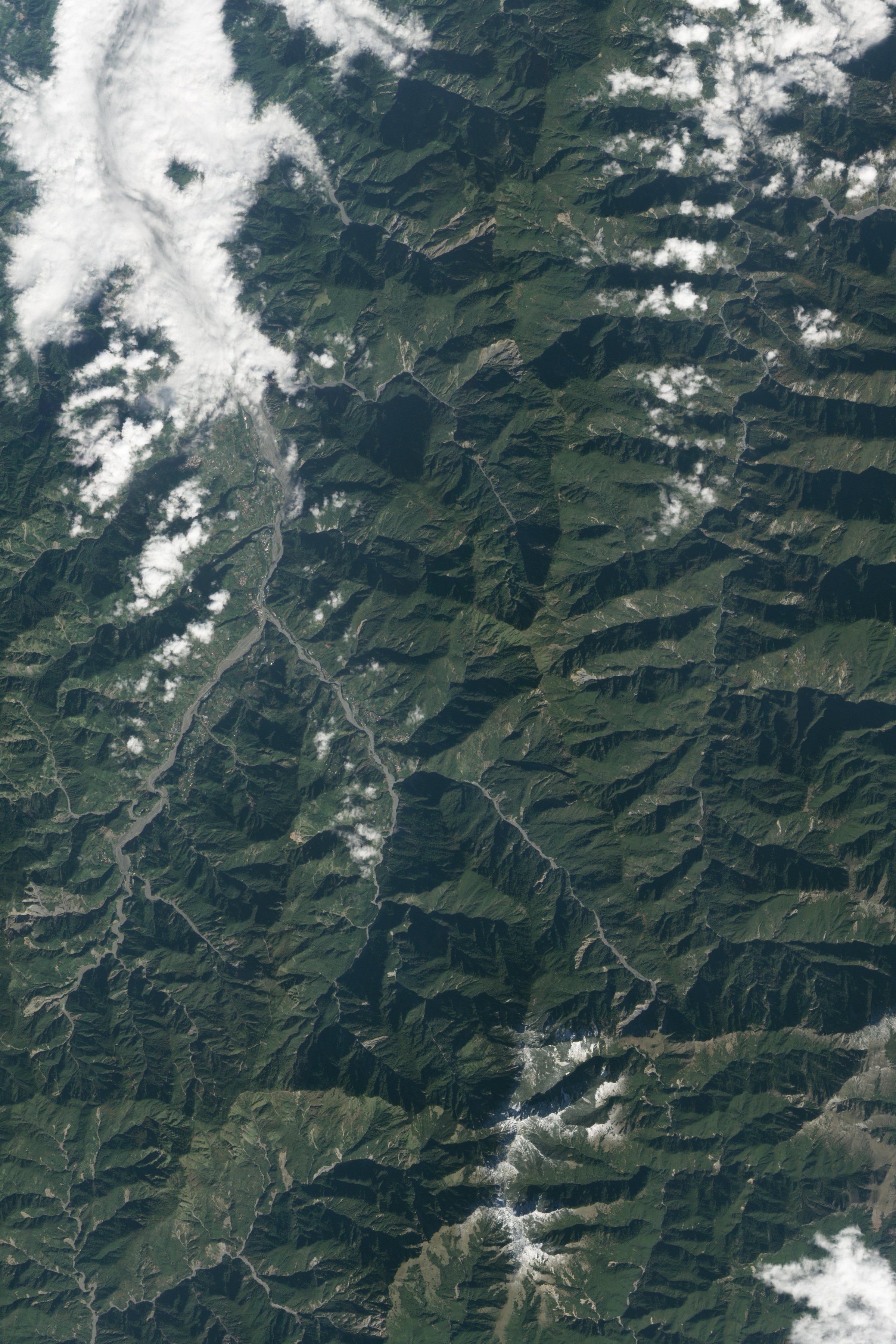
從衛星照片可見陳有蘭溪流域上游有許多崩塌地。

土石流於台灣聞名的開始，即於1996年賀伯颱風於南投縣信義鄉神木村產生的土石流災情。之後土石流必與颱風及陳有蘭溪同時被提及。往後凡雨量過大的颱風，如桃芝颱風、納莉颱風等，陳有蘭溪流域必然會發生土石流災情。
陳有蘭溪流域歷史上發生過重大土石流災情的地區有：
- 南投縣水里鄉二部坑（郡坑）
- 南投縣水里鄉三部坑（上安）
- 南投縣信義鄉豐丘村野溪
- 南投縣信義鄉筆石溪
- 南投縣信義鄉出水溪（神木村）
- 南投縣水里鄉新山村野溪

## 交通

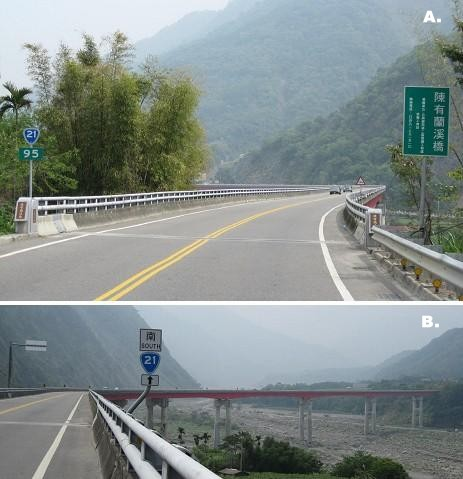
A.台21線經由陳有蘭溪橋橫跨陳有蘭溪。B.陳有蘭溪橋全景。

台21線（水里玉山線、玉山景觀公路）即沿陳有蘭溪河岸延展。北於濁水溪匯流處接台16線，南於塔塔加接台18線（阿里山公路、嘉義玉山線、玉山景觀公路）。

## 觀光景點
- 玉山國家公園
- 東埔溫泉
- 山通大海碣
- 八通關古道
- 彩虹瀑布情人谷
- 雲龍瀑布─全台灣最高及水流最充沛的瀑布
- 木瓜坑大瀑布
- 父不知子斷崖
- 平瀨風景區
- 夫妻樹
- 神木大樹
- 風櫃斗

## 外部連結
- 李民、張徽正、劉憲德、陳宏仁、高銘健，〈陳有蘭溪流域山崩之地質特性〉，於台灣坡地環境資訊網
- 信義鄉公所
- 土石流防災教育網